# 大高一郎
大高 一郎（おおたか いちろう、1977年4月14日 - ）は、日本の男性キックボクサー。岩手県盛岡市出身。元マーシャルアーツ日本キックボクシング連盟フェザー級王者。山梨学院大学出身。

## 来歴
山梨学院大学在学中にマイウェイジムに入門。
大学卒業に伴い上京、ジムを移籍し山木ジムから2000年10月6日にプロデビュー。
2004年11月21日、小林秀紀に判定勝ちし、MAフェザー級王座を獲得した。
2008年に鈴木秀明の主宰するストラッグルに移籍。
2008年8月3日、タイのラジャダムナン・スタジアムで初海外遠征試合を行い、KO勝ちを収めた。リングネームはイチロー・ストラッグルジムであった。
2009年7月24日、Krushライト級グランプリ2009 1回戦で"狂拳"竹内裕二と対戦し、右フックでKO負け。
2009年12月23日、現役引退が発表された（本人の希望で「試合出場終了」という表現が使われた）。

## 戦績
| キックボクシング 戦績 | キックボクシング 戦績 | キックボクシング 戦績 | キックボクシング 戦績 | キックボクシング 戦績 | キックボクシング 戦績 | キックボクシング 戦績 |
| --------------------- | --------------------- | --------------------- | --------------------- | --------------------- | --------------------- | --------------------- |
| 36 試合               | (T)KO                 | 判定                  | その他                | 引き分け              | 無効試合              |                       |
| 13 勝                 | 3                     | 10                    | 0                     | 5                     | 0                     |                       |
| 18 敗                 | 5                     | 13                    | 0                     | 5                     | 0                     |                       |

| 勝敗 | 対戦相手                               | 試合結果                                      | 大会名 | 開催年月日     |
| ×    | "狂拳"竹内裕二                         | 2R 2:08 KO（2ノックダウン：右フック）         | Krushライト級グランプリ2009 〜開幕戦 Round.1〜【1回戦】 | 2009年7月24日  |
| ×    | AKIRA                                  | 3R終了 判定0-3                                | 全日本キックボクシング連盟「Krush.3」 | 2009年5月17日  |
| ×    | アピシット・KTジム                     | 1R 2:04 TKO（ドクターストップ：左目上カット） | M-1 FAIRTEX ムエタイチャレンジ2009 Yod Nak Suu vol.1 | 2009年3月1日   |
| ×    | 藤牧孝仁                               | 3R+延長R終了 判定1-2                          | 全日本キックボクシング連盟「New Year Kick Festival 2009」 | 2009年1月4日   |
| △    | 長崎秀哉                               | 5R終了 判定1-1                                | 全日本キックボクシング連盟「Fighting Base-2」 【全日本 vs M-1 JAPAN 副将戦】                                                                                         | 2008年10月3日  |
| ○    | マンコンヨック・ヌイカーフェーボラーン | 2R KO                                         | ラジャダムナン・スタジアム | 2008年8月3日   |
| ○    | ソルデティグレ・ヨースケ               | 3R終了 判定2-0                                | 全日本キックボクシング連盟「小林聡プロデュース 野良犬電撃作戦」 | 2008年6月22日  |
| ×    | 中須賀芳徳                             | 3R 2:20 TKO（ドクターストップ：額カット）     | ニュージャパンキックボクシング連盟 「START OF NEW LEGEND 〜新伝説の始まり〜 Start Me Up!!」                                                                          | 2008年1月27日  |
| ○    | 水落洋祐                               | 3R+延長R終了 判定2-1                          | 全日本キックボクシング連盟「CUB☆KICK'S-8」 | 2007年10月6日  |
| ○    | ファイヤー仭士                         | 3R+延長R終了 判定2-1                          | J-NETWORK「Championship Tour of J 1st」 | 2007年8月3日   |
| ×    | 黒田アキヒロ                           | 3R終了 判定0-2                                | J-NETWORK「The Starting Point of J」 | 2007年1月8日   |
| ×    | 石川直生                               | 5R終了 判定0-3                                | 全日本キックボクシング連盟「青春塾祭り 〜Naokick's〜」 | 2006年10月8日  |
| ○    | 蔵満誠                                 | 3R終了 判定3-0                                | 山木ジム21周年記念興行「山木祭り」 | 2006年6月10日  |
| ×    | 中西一覚                               | 2R 0:17 TKO（ドクターストップ：額カット）     | マーシャルアーツ日本キックボクシング連盟「SURPRISING-3rd」 | 2006年4月29日  |
| ×    | TURBΦ                                  | 3R+延長R終了 判定1-2                          | J-NETWORK「GO! GO! J-NET '06 〜Highway Star〜」 | 2006年3月3日   |
| ×    | 山本真弘                               | 3R終了 判定0-3                                | 全日本キックボクシング連盟「Rock'n Roll☆U5 FIGHT☆Hill it!」 | 2005年11月5日  |
| ×    | 駿太                                   | 5R終了 判定0-3                                | マーシャルアーツ日本キックボクシング連盟 「DETERMINATION (決心) 7th 〜梶原一騎19回忌追悼記念 第8回梶原一騎杯 キックガッツ2005〜」 【MA日本フェザー級タイトルマッチ】 | 2005年8月14日  |
| ×    | 及川知浩                               | 3R終了 判定0-2                                | IKUSA「IKUSA GP -U60 SUPERSTAR☆Z TOURNAMENT -Opening Stage-」 【IKUSA -U60 GP 1回戦】                                                                                | 2005年6月18日  |
| ×    | 前田尚紀                               | 2R 1:57 KO（パンチ連打）                      | 全日本キックボクシング連盟「NEVER GIVE UP」 | 2005年4月17日  |
| ×    | TURBΦ                                  | 5R終了 判定0-3                                | J-NETWORK「GO! GO! J-NET '05 〜volcano〜」 | 2005年1月21日  |
| ○    | 小林秀紀                               | 5R終了 判定3-0                                | マーシャルアーツ日本キックボクシング連盟 「SUPREME-7 CHAMPION CARNIVAL 〜7階級タイトルマッチ〜」 【MA日本フェザー級タイトルマッチ】                                  | 2004年11月21日 |
| ○    | 中村洋人                               | 3R終了 判定3-0                                | マーシャルアーツ日本キックボクシング連盟 「SUPREME-6 〜挑戦者決定戦・猛暑御見舞〜」 【フェザー級次期王座挑戦者決定戦】                                               | 2004年8月29日  |
| ○    | 駿太                                   | 3R終了 判定2-0                                | マーシャルアーツ日本キックボクシング連盟 「SUPREME-4 梶原一騎18回忌追悼記念 第7回梶原一騎杯 キックガッツ2004」 【フェザー級王座挑戦者決定トーナメント 準決勝】       | 2004年6月6日   |
| ○    | カズ工藤                               | 3R終了 判定2-1                                | マーシャルアーツ日本キックボクシング連盟 「SUPREME-2 〜最高のキック〜」                                                                                              | 2004年3月14日  |
| ×    | 沖津伊久磨                             | 2分4R終了 判定0-2                             | マーシャルアーツ日本キックボクシング連盟 「EXPLOSION-3 〜挑戦者決定戦最終章〜」                                                                                      | 2003年9月14日  |
| ×    | 藤曲シン                               | 4R終了 判定0-3                                | マーシャルアーツ日本キックボクシング連盟 「梶原一騎17回忌追悼記念・第6回梶原一騎杯・キックガッツ2003」                                                               | 2003年6月15日  |
| ×    | 沖津伊久磨                             | 4R終了 判定0-3                                | マーシャルアーツ日本キックボクシング連盟 「GROUND ZERO the SECOND」                                                                                                  | 2003年4月29日  |
| ○    | 須藤義徳                               | 判定                                          | マーシャルアーツ日本キックボクシング連盟 | 2003年1月19日  |
| ○    | 菅原誠二                               | 4R KO                                         | マーシャルアーツ日本キックボクシング連盟 | 2002年9月29日  |
| △    | 角田哲                                 | 2分3R終了 判定1-0                             | マーシャルアーツ日本キックボクシング連盟 「SHIMOKITA GROUND ZERO PT3」                                                                                               | 2002年6月20日  |
| △    | 小暮智                                 | 2分3R終了 判定0-1                             | マーシャルアーツ日本キックボクシング連盟 「SHIMOKITA GROUND ZERO」                                                                                                   | 2002年4月20日  |
| △    | 寺口一也                               | 2分3R終了 判定0-0                             | マーシャルアーツ日本キックボクシング連盟 「ADVANCE-1」 | 2001年11月3日  |
| ○    | 橋本博典                               | 3R終了 判定                                   | J-NETWORK「MAKING THE ROAD-4」 | 2001年9月14日  |
| ○    | ウチダ                                 | 3R KO                                         | | 2001年5月4日   |
| △    | 黒田道鷹                               | 3R終了 判定1-0                                | J-NETWORK「MAKING THE ROAD」 | 2001年1月27日  |
| ×    | 早川征吾                               | 3R終了 判定0-3                                | マーシャルアーツ日本キックボクシング連盟 「MILLENNIUM CHAMPION CARNIVAL」                                                                                            | 2000年10月6日  |

## 人物
- CHAGE and ASKAのファンであり、入場曲はCHAGE and ASKAの「ボヘミアン」。